# 齊爾切奧峰
齊爾切奧峰（義大利語：Promontorio del Circeo）是位於義大利中部的一座山峰。齊爾切奧峰也是一個海岬，為造山活動的遺跡。在齊爾切奧峰一帶發現了眾多歷史遺跡。現在齊爾切奧峰及其附近地區則被劃為國家公園。